# 아이폰 12
아이폰 12와 아이폰 12 미니(iPhone 12, iPhone 12 Mini)는 애플이 설계, 개발, 마케팅한 스마트폰들이다. 14세대의 아이폰으로, 아이폰 11의 뒤를 잇는다. 2020년 10월 13일, 애플 스페셜 이벤트에서 아이폰 12 프로와 함께 캘리포니아 쿠퍼티노의 애플 파크에서 공개되었다. 코로나 19 팬데믹에 대비하여 이벤트는 모두 온라인으로 행해졌다. 사전 예약은 10월 16일에 시작하였으며 배송은 2020년 10월 23일에 시작하였다. 한국은 1.5차 출시국으로 2020년 10월 23일부터 사전 예약이 시작되었고 배송은 10월 30일부터 시작되었다. 1차 출시국에 비해 일주일 늦은 일정이다.(한국 기준)
아이폰 12의 기본 모델은 $799에서부터, 아이폰 12 미니의 기본모델은 $699에서부터 시작한다. 자급제 모델은 $30가량 비싸다.
한국 출고가로는 아이폰 12 미니는 95만원부터, 아이폰 12는 109만원부터 시작한다. 프로 라인인 아이폰 12 프로는 135만원부터, 아이폰 12 프로 맥스는 149만원부터 시작한다.

## 디자인
아이폰 12와 아이폰 12 미니는 아이폰 4에서 아이폰 5s 및 아이폰 SE (1세대)까지 이어졌던 과거의 디자인 요소를 계승했다. 평평한 옆면을 채택했으나 디스플레이와 아이폰 8부터 사용되었던 후면 유리의 곡선은 유지했다. 아이폰 X이후 아이폰 시리즈에 나타난 가장 큰 디자인 변화 중 하나이며 크기와 두께를 줄였다는 점에서 2018년의 아이패드 프로 라인업에 준 대규모 변화와 유사하다. 새로운 아이폰 12는 애플과 코닝이 합작하여 제작한 세라믹 실드를 전면과 후면에 탑재하였다.
아이폰 12와 아이폰 12 미니는 블랙, 화이트, 프로덕트 레드, 그린, 블루, 퍼플 총 6개의 색상 중 하나를 선택할 수 있다.
| 색상 | 명칭          |
| ---- | ------------- |
|      | 블랙          |
|      | 화이트        |
|      | 프로덕트 레드 |
|      | 그린          |
|      | 블루          |
|      | 퍼플          |

## 성능

### 하드웨어
아이폰 12와 아이폰 12 미니는 애플의 A14 바이오닉 프로세서 및 차세대 뉴럴 엔진을 사용한다. 소비자에게는 64 GB, 128 GB, 256 GB의 총 3가지 저장용량 선택권이 주어지며 기존 아이폰 11 대비 향상된 4GB의 램을 제공한다. 아이폰 12는 IP68 등급의 방수, 방진을 지원하여 2미터 수심에서 30분간 견뎌낼 수 있다. 하지만 애플은 액체 유입으로 인한 장비 손상에 대해 책임지지 않는다.
아이폰 12와 아이폰 12 미니는 에어팟과 충전 어댑터 및 라이트닝 케이블을 패키징에 포함하지 않은 첫 아이폰 시리즈이다, 이것의 주요 목적은 탄소 배출량의 감소이다. 대신, 애플은 USB-C to 라이트닝 케이블을 패키징에 포함했다. 아이폰 12는 Qi 무선 충전과 라이트닝 케이블 유선 충전도 지원하지만 새롭게 추가된 MagSafe 무선 충전도 사용 가능하다. MagSafe는 15와트의 고속 무선 충전을 지원한다. MagSafe 충전 장비는 별도로 구매 가능하다.
아이폰 12와 아이폰 12 미니는 5G 기능을 제공하는 첫 아이폰이다. 200Mbps의 업로드 속도와 4Gbps의 다운로드 속도를 가진다. (서버는 해외에 있기 때문에 속도가 느리다.) 하지만 미국 내수형 모델만 mmWave 기술을 지원하며 나머지 지역은 모두 Sub-6 기술을 사용한다.

### 디스플레이
아이폰 12는 6.1인치 디스플레이를 탑재했으며 아이폰 12 미니는 5.4인치 디스플레이를 탑재했다. 두 기종 모두에 Super Retina XDR OLED 기술이 적용되었으며 아이폰 12는 2532*1170 해상도 및 ~460 ppi의 픽셀 밀도를 가지고 있다. 두 기종 모두가 기존의 아이폰 11 프로를 능가하는 1200니트의 화면 밝기를 가지고 있다. 또한 아이폰 12와 아이폰 12 미니는 코닝과 함께 개발한 세라믹 쉴드를 전, 후면 유리로 탑재하였으며 애플이 주장하는 바에 따르면 '기존 대비 4배의 드롭 퍼포먼스를 가지고 있고' '그 어떤 스마트폰보다 강한 유리'이다.

### 카메라
두 기종 모두 후면에 1200만 화소 광각(ƒ1.8) 및 초광각 카메라(ƒ2.4)를 탑재했다. 전면 TrueDepth 카메라 또한 1200만 화소이다. 3개의 카메라 모두 Night Mode를 지원하며 동영상과 사진 모두 저조도 촬영이 사용 가능하다. Night Mode 영상 촬영은 4K 해상도에서 60프레임 영상을 촬영할 수 있도록 해준다.

### 소프트웨어
아이폰 12와 아이폰 12 미니는 iOS 14를 지원한다. 또한 베타 버전으로 나온 iOS 15도 지원하며, 정식 버전도 지원한다.

## 같이 보기
- 아이폰 12 프로
- 아이폰 11
- 애플의 제품 목록